# Trésor royal
Le « Trésor royal » est une expression juridique, financière et administrative renvoyant aux institutions françaises chargées de collecter les revenus domaniaux et les différents impôts. Apparue sous l’Ancien Régime, elle est l’ancêtre de la direction générale du Trésor et de la DGFiP. Elle est rebaptisée « Trésor national » sous la Révolution française puis « Trésor public » au début du XIXe siècle. 
Désignant originellement les ressources propres du souverain, le Trésor royal tend, au fil des siècles, parfois par abus de langage, à se confondre avec l’État et sa capacité à gérer son domaine de plus en plus étendu.  

## Histoire
L’origine de cette terminologie remonte à la création en 1295 de la charge de trésorier de France par Philippe le Bel. Puis, en 1302, le roi récupère son trésor confié jusqu’à cette date à l’ordre du Temple, trésor transféré depuis le Temple jusque dans l’enceinte du château du Louvre. Ce geste politique institue la mainmise absolue du roi sur ses finances : cependant, il s’adjoint des conseils dont une triple « chambre des comptes » composée entre autres d’une camera vetus thesauri (chambre du trésor). L’un des premiers trésoriers se nomme Guillaume de Hangest (1300).
Durant trois siècles, le roi de France s’entoure de un voire deux trésoriers, responsables de la collecte de ses revenus issus du domaine royal, appelés « finances ordinaires ». Ces magistrats ont la faculté ou l’obligation de déposer des fonds au « Trésor du roi ». Les revenus issus des impôts (aides et tailles) sont appelés « finances extraordinaires » et sont coordonnés par des généraux aux finances (un par circonscription administrative ou « généralité »). 
De nombreuses tentatives seront faites entre 1320 et 1788 pour réorganiser, centraliser ou décentraliser, et en général fluidifier les rôles et charges des différents correspondants au Trésor. Très tôt également sont créés des offices de « contre-rôle » (contrôleur aux comptes, surintendance, etc.). La notion d’exécutif des revenus publics est déjà inscrite au cœur des préoccupations du royaume.
En 1580, au moment des troubles religieux, le Trésor du roi est transféré dans l’enceinte de la forteresse de la Bastille.
Entre 1664 et 1683, l’office de trésorier de l'Épargne institué en 1523, est supprimé puis réorganisé par Jean-Baptiste Colbert : il prend, par métonymie, le nom de Trésor royal, qui, contrairement à ce qui était en train de se mettre en place en Angleterre, prétend centraliser et unifier tous les services sous une seule entité. Au début du XVIIIe siècle, par contrecoup, se mettent en place en France des services entièrement dévolus à des compagnies dirigées par des personnalités privées : la Caisse d'escompte et la Ferme générale en sont les exemples les plus significatifs. 
Sous ce régime absolutiste plus ou moins modéré, l’État, le roi et son domaine semblent se confondre : mais en réalité c’est la Révolution française qui transfère plus tard les privilèges royaux attachés aux finances à une entité, assise sur une loi constitutionnelle, la chose publique, sans personnalité juridique mais autonome, et qui au fond s’inscrit dans une logique initiée dès le Moyen Âge. Des administrateurs financiers de l’État comme Nicolas François Mollien puis Joseph-Dominique Louis illustrent bien ce mouvement. 
Le Trésor, qu’il soit royal ou public, en définitive, c’est « l’État banquier » en ses services et obligations liés à l’exécution comptable.